# 高雄展覽館

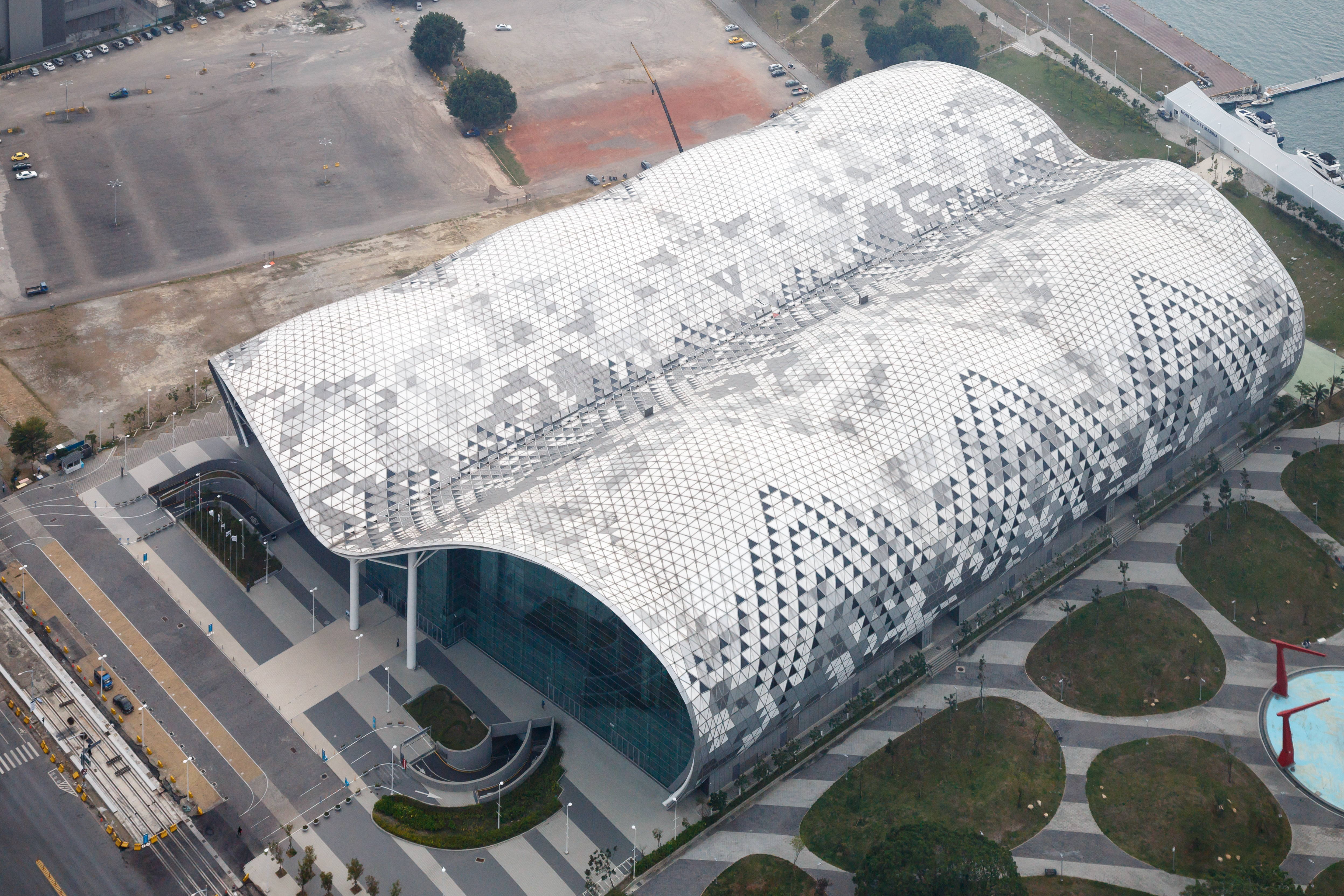
俯視高雄展覽館全景

高雄展覽館（英語：Kaohsiung Exhibition Center），前稱「高雄世界貿易展覽會議中心」，基地位於高雄多功能經貿園區中的台灣中油成功廠區4.5公頃的土地，是一座可容納1,500個標準攤位的展覽館，裡面還包含了2,000人的會議室1間、800人會議室2間及20至40人會議室10間。戶外區域更能激發無限想像，創造最極致的活動類型。
2010年8月23日，工程與基本設計由麗明營造及澳大利亚COX建築師事務所以及劉培森建築師事務所得標。該建築為國內首座取得智慧建築的會展中心，已取得7項綠建築指標的候選證書。於2011年10月正式動工，2013年10月18日完工。2014年1月17日完成驗收並移交安益國際集團轉投資的高雄展覽館公司經營，開館展為2014年4月14日開幕的第3屆台灣國際扣件展。
高雄展覽館臨座落在亞洲新灣區核心，以專業會展團隊支援各項展覽、會議、活動。2021年更躍升成為全國唯一5G專網智慧場館，導入最新會展科技，提供「專業場域X科技應用」整體創新解決方案，與主辦團隊緊密攜手共創，以專業承擔最堅強的後盾，確保每一場活動舉辦順利圓滿、創新獨具。

## 場館空間
高雄展覽館基地面積4.5萬平方公尺，建築面積2.8萬平方公尺，總樓地板面積6.7萬平方公尺，樓高36.4公尺，建物容量3萬人，共有2層。
室內展場：室內展場由中央大街區劃為南北兩館，均可彈性各自再分隔為兩個獨立空間，適合各類型展覽及活動靈活運用。
「南館」提供寬敞、舒適、無柱的挑高空間，讓您盡情揮灑活動創意，創造最多元的可能性。展館地板每平方米承重5噸，適合大型機具、機械展示。
「北館」挑高12米的方格式空間，適合各類型展示活動。寬敞的落地大門及2座服務貨梯，輕鬆進出展館，節省成本更提升活動品質及效益。由地面空間自室內延伸至戶外高雄港水岸邊，空間的延展不僅提供更寬闊的展示空間，戶外區域更能激發無限想像，創造最極致的活動類型。
會議中心：會議中心大小皆備，滿足各類型會議彈性使用，包括國際會議、研討會、發表會、企業會議、藝文展演、婚宴及其他活動。除了會議空間之外，三樓會議中心的走廊也開放租用，您可同時承租全三樓會議中心，包含了可同時容納4,000人的會議室、以及逾2,686平方米的走道空間，可供3x2米攤位展示，讓展示與會議在同個樓面舉辦，確保百分之百的參與品質，是與會貴賓及會展業者的最佳選擇。
戶外展場：地面空間自室內延伸至戶外高雄港水岸邊，空間的延展不僅提供更寬闊的展示空間，戶外區域更能激發無限想像，創造最極致的活動類型。7200平方公尺，可容納400個標準展覽攤位。

高雄展覽館所在之地於日治時期為苓雅寮車場，該車場1933年6月23日啟用。

## 舉行活動

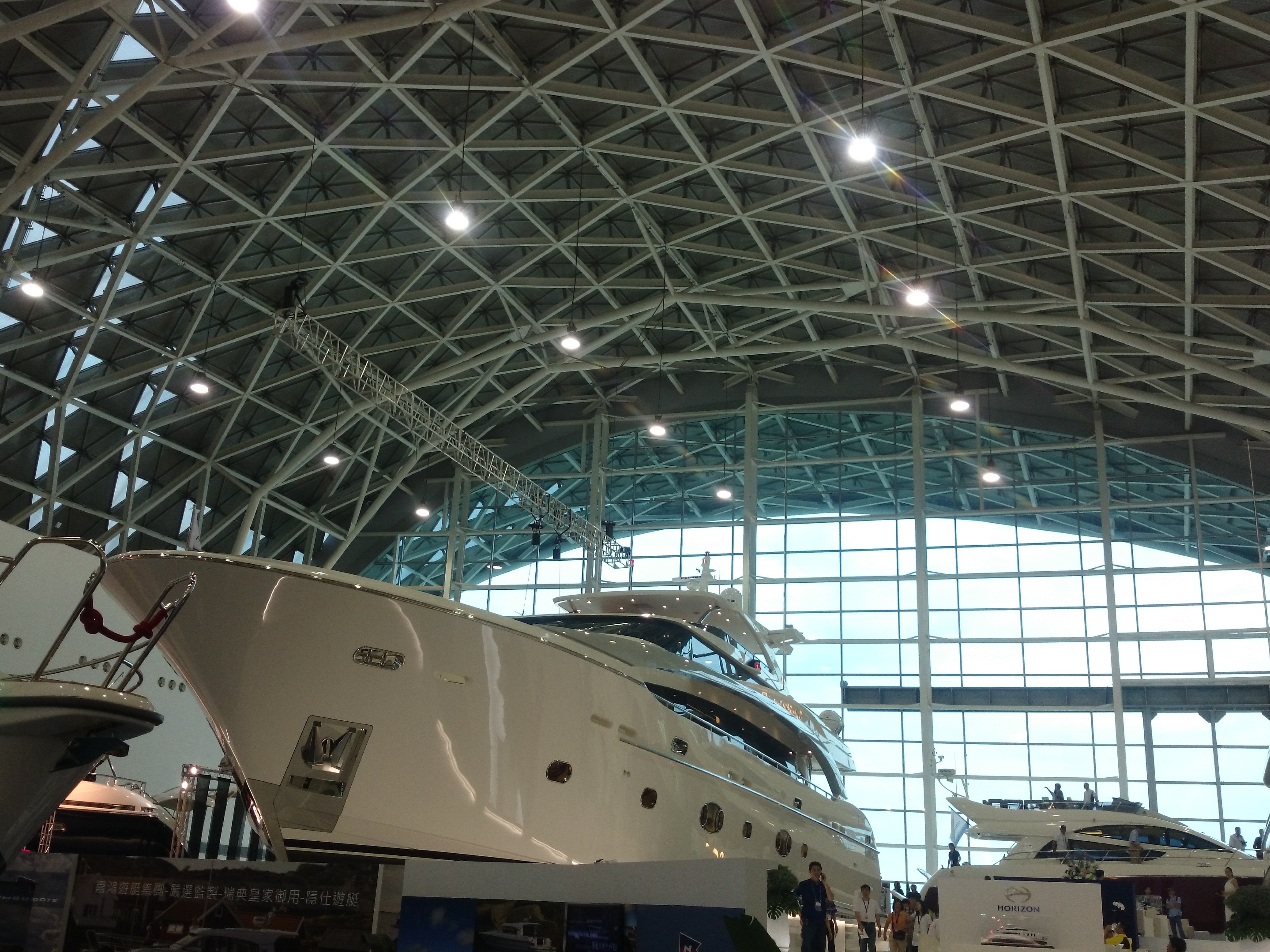
台灣國際遊艇展

### 重點展覽
- 台灣國際遊艇展[9]
- 台灣國際扣件展[10]（該展館開館展）
- 亞太國際風力發電展 Wind Energy Asia[11]
- 高雄智慧城市展[12]
- 放視大賞[13]
- Meet Greater South 亞灣新創大南方[14]
- 高雄國際食品展覽會[15]
- 亞洲永續供應+循環經濟會展[16]
- 新創生活展[17]
- 亞洲樂齡智慧生活展[18]
- 高雄市旅行公會國際旅展[19]
- 高雄嬰兒與孕媽咪用品暨兒童、玩具博覽會[20]
- 台灣連鎖加盟創業大展[21]

### 演藝活動
- 2022 臺灣文博會Creative Expo Taiwan[22]
- 2017 Fireball Fest．火球祭

### 國際會議
- 2024 APASL Single Topic Conference On MAFLD
- 2024第三屆世界原住民族旅遊高峰會
- 2024第15屆亞太醫學檢驗科學國際研討會
- The 17th Pan-PacificContinence Society Meeting
- 第14屆亞太燃燒研討會(ASPACC 2023)
- 2023年國際環境流行病學學會研討會
- 2022年亞太腦中風國際研討會暨台灣腦中風醫學會年會
- ICCA Congress 2020 國際會議協會年會

### 體育賽事
- 寶可夢集換式卡牌遊戲-2022-2023臺灣地區聯盟賽-高雄站[23]
- 2022 寶可夢卡牌四天王決勝賽[24]
- 2022 高雄電競博覽會[25]
- 2022 六都電競爭霸戰[26]
- 2021 高雄電競嘉年華[27]
- 2021《英雄聯盟：激鬥峽谷》激鬥校園秋季賽冠軍賽
- 2017年英雄聯盟亞洲對抗賽

## 腳註
1. ↑  (102)高市工建築使字第01515號
2. ↑  評選結果 的存檔，存档日期2010-10-30.
3. ↑  5G專網智慧場館 （页面存档备份，存于）
4. ↑  南館 （页面存档备份，存于）
5. ↑  北館 （页面存档备份，存于）
6. ↑  會議中心 （页面存档备份，存于）
7. ↑  戶外展場 （页面存档备份，存于）
8. ↑  .   [2016-03-04]. （原始内容存档于2016-03-06）.
9. ↑  台灣國際遊艇展 （页面存档备份，存于）
10. ↑  台灣國際扣件展 （页面存档备份，存于）
11. ↑  亞太國際風力發電展 Wind Energy Asia （页面存档备份，存于）
12. ↑  高雄智慧城市展 （页面存档备份，存于）
13. ↑  放視大賞 （页面存档备份，存于）
14. ↑  Meet Greater South 亞灣新創大南方 （页面存档备份，存于）
15. ↑  高雄國際食品展覽會 （页面存档备份，存于）
16. ↑  亞洲永續供應+循環經濟會展 （页面存档备份，存于）
17. ↑  新創生活展 （页面存档备份，存于）
18. ↑  亞洲樂齡智慧生活展 （页面存档备份，存于）
19. ↑  高雄市旅行公會國際旅展 （页面存档备份，存于）
20. ↑  高雄嬰兒與孕媽咪用品暨兒童、玩具博覽會 （页面存档备份，存于）
21. ↑  台灣連鎖加盟創業大展 （页面存档备份，存于）
22. ↑  2022 臺灣文博會Creative Expo Taiwan （页面存档备份，存于）
23. ↑  寶可夢集換式卡牌遊戲-2022-2023臺灣地區聯盟賽-高雄站 （页面存档备份，存于）
24. ↑  2022 寶可夢卡牌四天王決勝賽 （页面存档备份，存于）
25. ↑  2022 高雄電競博覽會 （页面存档备份，存于）
26. ↑  2022 六都電競爭霸戰 （页面存档备份，存于）
27. ↑  2021 高雄電競嘉年華 （页面存档备份，存于）

## 外部連結
- 高雄展覽館官方網站 （页面存档备份，存于）（中文）（英文）
- 5G 智慧場館網頁 （页面存档备份，存于）（中文）（英文）
- 高雄展覽館KEC - LINE 官方帳號 （页面存档备份，存于）
- 高雄展覽館 - 高雄旅遊網 （页面存档备份，存于）
- 高雄展覽館的Facebook專頁
- 高雄展覽館的Instagram帳戶
- YouTube上的高雄展覽館頻道